# Hèn nhát

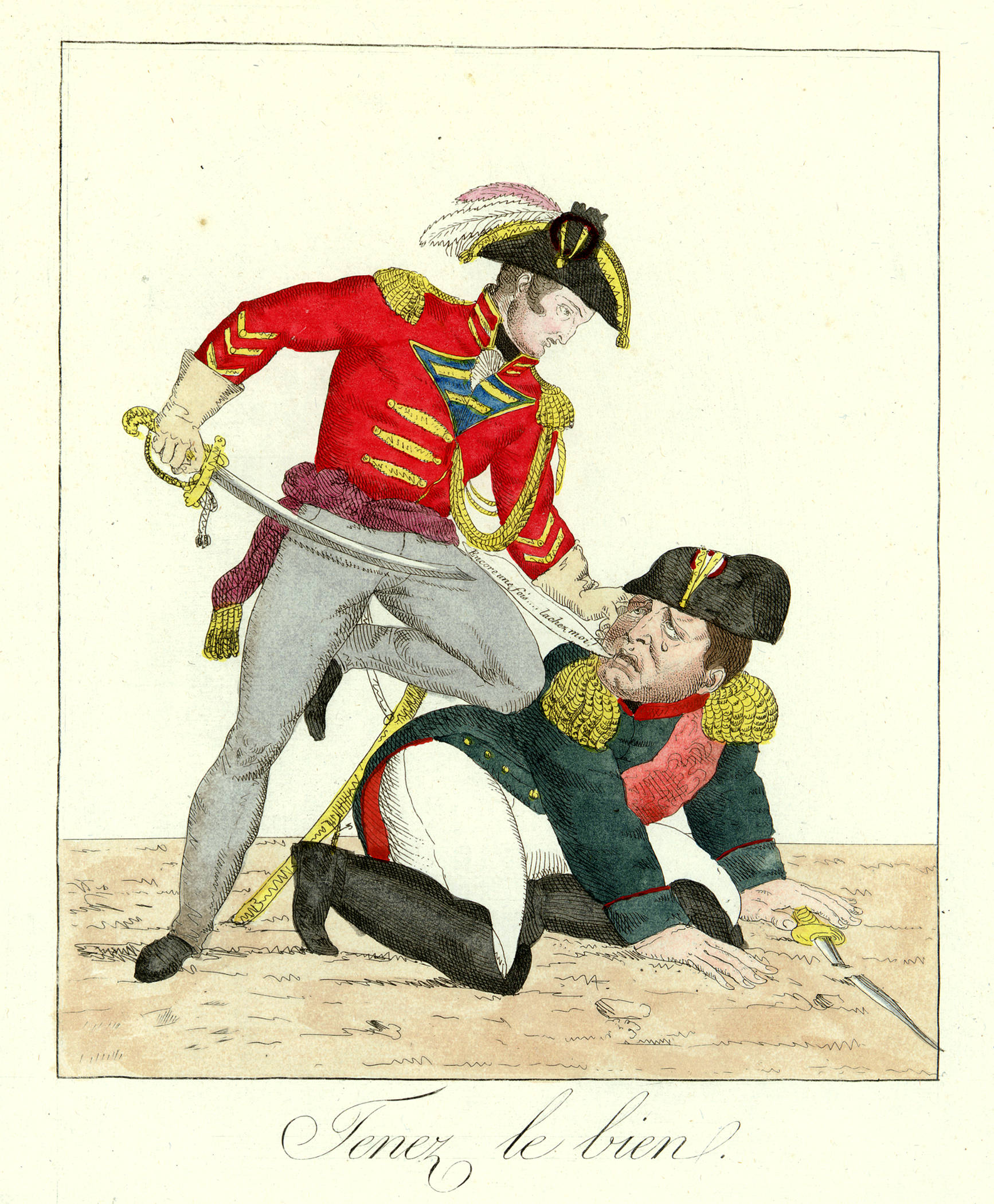
Bức tranh biếm họa "Tenez le bien" ("Giữ chặt hắn!") về cảnh hèn nhát của Napolepon trước quân Anh để minh họa cho định kiến về người Pháp là hèn nhát hoặc dễ dàng đầu hàng và bỏ chạy

Hèn nhát (Cowardice) là một đặc điểm tính cách trong đó nỗi sợ hãi quá mức ngăn cản một cá nhân chấp nhận rủi ro hoặc đối mặt với nguy hiểm. Nó trái ngược với can đảm. Như là một tính từ mô tả trạng thái hoặc hành vi của một người thiếu dũng khí, sợ hãi, không dám đối mặt với nguy hiểm, khó khăn, hoặc trách nhiệm, nó chỉ tính cách yếu đuối khi đối mặt với khó khăn, thử thách. Người đầu hàng trước sự hèn nhát được gọi là kẻ hèn nhát (Coward). Người hèn nhát thường tránh né sự đối đầu, rủi ro, hoặc những tình huống đòi hỏi lòng can đảm, dù là về thể chất hay tinh thần. Ngược lại với lòng dũng cảm, được nhiều xã hội loài người trong lịch sử và hiện tại khen thưởng, sự hèn nhát được coi là một khuyết điểm về tính cách có hại cho xã hội và do đó, việc không đối mặt với nỗi sợ hãi của một người thường bị kỳ thị hoặc trừng phạt. 
Nhìn chung, sự hèn nhát bị trừng phạt bằng cách hành quyết trong Thế chiến thứ nhất, và những người bị bắt thường bị đưa ra tòa án quân sự, và trong nhiều trường hợp, bị xử bắn. Những người lính Anh bị hành quyết vì sự hèn nhát thường không được tưởng niệm trên các đài tưởng niệm chiến tranh, và gia đình họ thường không được hưởng trợ cấp và phải chịu đựng sự kỳ thị xã hội. Những thái độ hèn mọn, đê hèn, hèn hạ đều mang sắc thái tiêu cực và có nét nghĩa chung là thấp kém hoặc thiếu phẩm giá, nhưng chúng diễn tả những khía cạnh khác nhau của sự yếu kém về tính cách hoặc hành vi. Trong đó, đê hèn chỉ sự tồi tệ, xấu xa trong phẩm chất đạo đức, thường liên quan đến những hành vi lừa dối, phản bội, lừa thầy phản bạn, bán đứng bạn bè, hoặc lợi dụng người khác một cách ti tiện, không có nhân tính. Hèn hạ chỉ về các hành động, thủ đoạn xấu xa, tiểu xảo, bẩn thỉu được thực hiện một cách lén lút, ti tiện để hãm hại người khác hoặc đạt lợi ích cá nhân là sự thấp kém, bỉ ổi về hành động, thủ đoạn, phẩm giá, đến mức đáng khinh bỉ.